# Joventut d'esquerres (Xina)
La Joventut d'esquerres, és una comunitat juvenil de la República Popular de la Xina coneguda per les protestes dels drets dels treballadors de Shenzhen Jasic del 2018.

## Visió general
Els joves d'esquerres de la Xina són principalment joves estudiants universitaris nascuts a la dècada de 1990 i representen una minoria molt petita entre els estudiants universitaris xinesos. Aquests estudiants solen organitzar-se en nom de clubs de lectura i societats estudiantils, ubicats a les principals universitats, amb diferents mides i denominacions. El que tenen en comú aquestes organitzacions estudiantils és que s'oposen al marxisme com a ideologia oficial de la Xina i defensen el marxisme de la "revolució rebel". Aquestes associacions d'estudiants inclouen la Societat Marxista de la Universitat de Pequín, l'Associació de Desenvolupament Civil Xinguang de la Universitat Renmin de la Xina, l'Associació Juvenil de Xinxin de la Llengua i Cultura de Pequín, etc. Com que els seus membres havien donat suport al moviment obrer Shenzhen Jasic, aquestes associacions d'esquerra van ser depurades pels xinesos. autoritats comunistes.

## Recepció
El filòsof d'esquerres radical eslovè Slavoj Žižek va parlar de la desaparició de Yue Xin en un article publicat a The Independent, argumentant que reflecteix les contradiccions inherents a la societat xinesa, és a dir, que la ideologia estatal oficial del marxisme ha estat considerada una forma perillosa de subversió del règim.
Per oposar-se a la supressió per part de la Xina dels estudiants d'esquerres que organitzen grups pro-obrers, més de 30 estudiosos d'esquerra, inclosos Noam Chomsky i John E. Roemer, van demanar conjuntament un boicot al Congrés Marxista Mundial organitzat per la Xina. Chomsky va emetre un comunicat dient que els estudiosos d'esquerres d'arreu del món haurien de sumar-se al boicot d'aquestes conferències i activitats; mentre que Romer va emetre un comunicat dient que les accions rellevants van exposar el lideratge polític de la Xina com a falsos marxistes.